# Pápasalamon
Pápasalamon je vesnice v Maďarsku v župě Veszprém, spadající pod okres Pápa. Nachází se asi 10 km jižně od Pápy a 16 km severozápadně od Devecseru. V roce 2015 zde žilo 357 obyvatel, z nichž 96,2 % tvoří Maďaři.
Pápasalamon leží na malé polní cestě, která není označená. Je přímo silničně spojen s obcemi Dáka, Nagyalásony, Noszlop a Nyárád. V Pápasalamonu se potok Malom vlévá do potoka Körös. Ten se vlévá do potoka Bittva, který se vlévá do řeky Marcal.
V Pápasalamonu se nachází katolický kostel svatého Jana Křtitele.